# Intrazerebral
Intrazerebral oder intracerebral (lat. intra- „innerhalb von etwas gelegen“, cerebrum „Gehirn“) ist ein Begriff aus der Medizin und bezeichnet, dass etwas innerhalb des Endhirns lokalisiert ist oder in dieses verabreicht wird.
Bei einer intrazerebralen Blutung kommt es zu einer Einblutung in das Hirngewebe. Intrazerebrale Läsionen sind in der Bildgebung nachweisbare Gewebsveränderungen im Hirngewebe.
Eine intrazerebrale Injektion kann zur Verabreichung von Stammzellen, Medikamenten oder Infektionserregern durchgeführt werden. Sie werden vor allem im Rahmen von Tierexperimenten durchgeführt.
Sind nur die Liquorräume des Gehirns gemeint, spricht man von intrathekal. Die Lage innerhalb des Kleinhirns (Cerebellum) nennt man intrazerebellär.